# Jungholzhausener Bach
Der Jungholzhausener Bach ist ein 21⁄2 km langer Bach im Gebiet der Gemeinde Braunsbach im Landkreis Schwäbisch Hall im nordöstlichen Baden-Württemberg, der nach westlichem Lauf gegenüber dem Dorf Döttingen der Gemeinde von rechts in den mittleren Kocher mündet.

## Geographie

### Verlauf
Der Jungholzhausener Bach beginnt seinen Lauf auf etwa 453 m ü. NHN etwa einen halben Kilometer östlich der Ortsgrenze des Braunsbacher Dorfes Jungholzhausen im Feldgewann Leeräcker. Dort, auf dem Höhenrücken zwischen Jagsttal im Osten und Kochertal im Westen, setzt in kaum erkennbarer Mulde ein Graben neben einem westwärts nach Jungholzhausen führenden Feldweg des Namens Heergäßle ein, der nur zeitweilig Wasser führt. Im Dorf, wo der Bach größtenteils verdolt ist, verläuft er unter der vom am Jagsttalrand stehenden Langenburger Dorf Nesselbach kommenden K 2548.
Am anderen Ortsende beginnt dann eine der landschaftstypischen, bewaldeten und stark abfallenden Muschelkalkklingen zwischen den Steilhängen des Eichsbergs rechts und des Stollenbergs links, in welcher der nun beständig wasserführende Bach, rechtsseits am Unterhang von der Kreisstraße begleitet, in bis zu fünf Meter breitem Bett zu Tale fließt. In diesem liegen Steine und größere Blöcke, stellenweise fließt der Bach auch über Felsplatten und stürzt an deren Ende über kleine Fälle hinab. In der oberen Klinge erheben sich mancherorts Felsen über dem Bach, an den Hängen gibt es einige Sickerquellen. Mit großen Blöcken wurde das Ufer verbaut und wurden Querriegel eingezogen, welche der Bach beim verheerenden Unwetter in der Region im Sommer 2016 teilweise wieder zerstört hat. Damals sind auch Teile der steilen Hänge abgerutscht, wovon noch heute (2023) erkennbare Vegetationslücken im naturnahen Schluchtwald aus Ahorn und Esche zeugen.
Die Klinge öffnet sich zuletzt zum Kochertal hin, an den ins Flusstal umbiegenden Hängen stehen nun Hecken und liegen oft baumbestandene Wiesen. Der Bach zieht an einem Einzelanwesen am linken Ufer vorbei und quert gleich danach die das Flusstal hinabziehende L 1045. Nach noch hundert Metern über die flache Talaue fließt der Jungholzhausener Bach weniger als fünfzig Meter oberhalb der Flussbrücke nach Döttingen hinüber auf etwa 235 m ü. NHN von rechts in den mittleren Kocher ein.
Der Jungholzhausener Bach mündet nach 2,5 km langem Lauf mit mittlerem Sohlgefälle von etwa 87 ‰ rund 218 Höhenmeter unterhalb seines Grabenbeginns auf der Hochebene. Er hat außer Hanggerinnen in seiner Klinge und die meiste Zeit über trockenen Straßengräben auf der Hochebene keine offenen Zuflüsse.

### Einzugsgebiet
Das Einzugsgebiet des Jungholzhausener Bachs ist 1,8 km² groß und liegt im Naturraum der Kocher-Jagst-Ebenen, überwiegend im Unterraum Östliche Kocher-Jagst-Riedel der Östlichen Kocher-Jagst-Riedel, ab der unteren Klinge im Unterraum Mittleres Kocher- und Unteres Bühlertal des Kochertals. Der Naturraumgrenze folgt etwa die Gemarkungsgrenze zwischen den Braunsbacher Gemeindeteilen Jungholzhausen im Osten und Döttingen mündungsnah im Westen. Die einzigen Siedlungsplätze darin sind das Dorf Jungholzhausen und das ebenfalls beim Verlauf erwähnte Einzelanwesen von Döttingen. Der merklich größere Teil des Einzugsgebiets auf der Hochebene steht fast ganz unterm Pflug, auf den nach dem Klingenwald erst wieder beidseits der unteren Klinge flacheren Hängen liegen Wiesen und Obstwiesen.
Der mit ca. 460 m ü. NHN höchste Punkt des Einzugsgebietes liegt an der östlichen Wasserscheide auf der Hochebene. Hinter dieser liegt das Einzugsgebiet des Orlacher Bachs, der oberhalb im Dorf Braunsbach in den Kocher mündet. Im Süden konkurriert der Grauklingenbach, ein näherer oberer Zufluss des Kochers, im Norden der Reichenbach, der nunmehr unterhalb des Jungholzhausener Bachs den Fluss speist.

## Geologie
Die Hochebene im Osten ist von Lettenkeuper (Erfurt-Formation) bedeckt, die am Ortsrand von Jungholzhausen ausstreicht, worauf der Bach in seiner Klinge lange im Oberen Muschelkalk läuft. In deren unteren Teil durchschneidet er schnell den Mittleren und wechselt dann in den Unteren Muschelkalk, in dessen Schichthöhe er auch mündet. Die Klingenhänge sind von Hangschutt bedeckt. Eine die untere Klinge von Nordost nach Südwest querende Störung mit der Tiefscholle auf der Seite zum unteren Kochertal hin wird vermutet.
Eine als Geotop ausgewiesene Dolinenkette rechts über der Klinge in regionaltypischer Lage an der Ausstrichgrenze von Lettenkeuper zu Oberem Muschelkalk zeigt dessen Verkarstung an.

## Natur und Schutzgebiete
Die Dolinenkette ist als Naturdenkmal ausgewiesen. Westlich des Ortsrandes von Jungholzhausen beginnt das Landschaftsschutzgebiet Kochertal zwischen Schwäbisch Hall und Weilersbach mit Nebentälern, das die gesamte Klinge und einen kleinen Hochebenenanteil im Nordwesten umfasst.

### LUBW
Amtliche Online-Gewässerkarte mit passendem Ausschnitt und den hier benutzten Layern: Lauf und Einzugsgebiet des Jungholzhausener Bachs

Allgemeiner Einstieg ohne Voreinstellungen und Layer: Daten- und Kartendienst der Landesanstalt für Umwelt Baden-Württemberg (LUBW) (Hinweise)
1. 1 2 3  Höhe nach dem Höhenlinienbild auf dem Hintergrundlayer Topographische Karte.
2. ↑  Länge nach dem Layer Gewässernetz (AWGN).
3. ↑  Einzugsgebiet nach dem Layer Basiseinzugsgebiet (AWGN).
4. ↑  Natur teilweise nach dem Layer Geschützte Biotope.
5. ↑  Geotop nach dem einschlägigen Layer.
6. ↑  Dolinenkette nach dem Layer Geschützte Biotope.
7. ↑  Schutzgebiete nach den einschlägigen Layern.

### Andere Belege
1. ↑  Wolf-Dieter Sick: Geographische Landesaufnahme: Die naturräumlichen Einheiten auf Blatt 162 Rothenburg o. d. Tauber. Bundesanstalt für Landeskunde, Bad Godesberg 1962. → Online-Karte (PDF; 4,7 MB)
2. ↑  Geologie nach den Layern zu Geologische Karte 1:50.000 auf: Mapserver des Landesamtes für Geologie, Rohstoffe und Bergbau (LGRB) (Hinweise)